# Will Wright
Will Wright (født William Ralph Wright, 20. januar 1960 i Atlanta, USA) er amerikansk computerspilsdesigner, der er ophavsmand til computerspillene SimCity, The Sims og Spore.
Han er lederen af virksomheden Maxis.

## Biografi
Wright boede i Atlanta indtil han var ni år. Efter faderens død, flyttede Wright og hans mor til moderens hjemby, Baton Rouge, Lousiana. Han gik på High school indtil 16 års-alderen, hvorefter han påbegyndte sin uddannelse på Louisiana State University. Han skiftede dog hurtigt til Louisiana Tech, og senere New School University, hvor han begyndte at studere arkitektur og maskinindustri. Han fik senere en stor interesse for computere og robotter.
Under en sommerferie, mødte han sin kommende kone Joell Jones, en kunstner, der var på besøg i Louisiana fra Californien. I et interview offentliggjort i februar 2003, hævdede Wright, at han havde en bred interesse indenfor spil. Hans første spil var helikopter-actionspillet Raid on Bungeling Bay (1984) til Commodore 64. Wright modtog Lifetime Achievement Award ved Game Developers Choice Awards i 2001. Han er sidenhen blevet kaldt en af de mest betydningsfulde personer indenfor spil, underholdning og teknologi af blade som Entertainment Weekly, Time, PC Gamer og GameSpy. I januar 2005 modtog han prisen PC Magazine Lifetime Achievement Award.
Ved en præsentation på Game Developers Conference den 11. marts 2005, fortalte han om sit nye spil, Spore. Oprindelig skulle spillet hedde Sim Everything, men udviklingsteamet foretrak navnet Spore.

## Ekstern henvisning
- Wikimedia Commons har flere filer relateret til Will Wright
- Will Wright på Internet Movie Database (engelsk)
- Will Wright på The Movie Database (engelsk)
- Will Wright på Encyclopædia Britannica Online (engelsk)
- Will Wright på MobyGames (engelsk)